# Bàndicut de musell llarg
El bàndicut de musell llarg (Perameles nasuta) és una espècie de bàndicut originària d'Austràlia. És el membre més gran del seu gènere, que també inclou el bàndicut barrat occidental, el bàndicut barrat oriental i el bàndicut del desert; aquest últim és considerat extint com a mínim des de la dècada del 1960.
El bàndicut de musell llarg és molt menys acolorit que els seus parents i té un color principalment marró. La seva distribució es troba a la costa oriental d'Austràlia, des de Ravenshoe a Queensland fins a Naringal al sud-oest de Victòria. És un depredador nocturn i solitari d'invertebrats i tubercles.